# 李永通
李永通（1425年—？年），字貫道，四川敘州府長寧縣人，明朝政治人物。

## 生平
由國子生中式正統十二年四川鄉試第十三名舉人，天順四年（1460年）庚辰科第一甲第二名進士。授翰林院編修，參與編撰《明英宗實錄》。此後出任会试同考官。成化三年，升翰林侍讲，負責经筵，擔任日讲官，為明憲宗講學。成化十五年，升爲翰林院侍講學士，后因病去世。

## 家族
曾祖李仕原，祖李貴，父李仲真，前母丁氏；張氏